# Campeonato Mundial de Esquí Alpino de 1954
El XIII Campeonato Mundial de Esquí Alpino se celebró en la localidad de Åre (Suecia) en 1954 bajo la organización de la Federación Internacional de Esquí (FIS) y la Federación Sueca de Esquí.

## Resultados

### Masculino
| Evento          | Oro                          | Plata                                   | Bronce                       |
| --------------- | ---------------------------- | --------------------------------------- | ---------------------------- |
| Descenso        | Christian Pravda · Austria · | Martin Strolz · Austria ·               | Ernst Oberaigner · Austria · |
| Eslalon         | Stein Eriksen · Noruega ·    | Benedikt Obermüller Alemania Occidental | Toni Spiess · Austria ·      |
| Eslalon gigante | Stein Eriksen · Noruega ·    | François Bonlieu Francia                | Andreas Molterer · Austria · |
| Combinado       | Stein Eriksen · Noruega ·    | Christian Pravda · Austria ·            | Stig Sollander · Suecia ·    |

### Femenino
| Evento          | Oro                       | Plata                       | Bronce                       |
| --------------- | ------------------------- | --------------------------- | ---------------------------- |
| Descenso        | Ida Schöpfer · Suiza ·    | Trude Klecker · Austria ·   | Lucienne Schmith Francia     |
| Eslalon         | Trude Klecker · Austria · | Ida Schöpfer · Suiza ·      | Sara Thomasson · Suecia ·    |
| Eslalon gigante | Lucienne Schmith Francia  | Madeleine Berthod · Suiza · | Jeanette Burr Estados Unidos |
| Combinado       | Ida Schöpfer · Suiza ·    | Madeleine Berthod · Suiza · | Lucienne Schmith Francia     |

## Medallero
| Núm. | País                | Oro | Plata | Bronce | Total |
| ---- | ------------------- | --- | ----- | ------ | ----- |
| 1    | Noruega             | 3   | 0     | 0      | 3     |
| 2    | Austria             | 2   | 3     | 3      | 8     |
| 3    | Suiza               | 2   | 3     | 0      | 5     |
| 4    | Francia             | 1   | 1     | 2      | 4     |
| 5    | Alemania Occidental | 0   | 1     | 0      | 1     |
| 6    | Suecia              | 0   | 0     | 2      | 2     |
| 7    | Estados Unidos      | 0   | 0     | 1      | 1     |
|      | TOTAL               | 8   | 8     | 8      | 24    |